# Белоусов, Лев Сергеевич (историк)
Лев Серге́евич Белоу́сов (род. 19 апреля 1955, Москва) — советский и российский историк. Доктор исторических наук, академик РАО (2019). Заведующий кафедрой новой и новейшей истории стран Европы и Америки исторического факультета МГУ имени М. В. Ломоносова, исполняющий обязанности декана исторического факультета МГУ (с 28 сентября 2018 года), заслуженный профессор МГУ. Ректор Российского международного олимпийского университета (с 2013). Член Совета по внешней и оборонной политике России. Один из авторов «Большой российской энциклопедии».

## Биография
Учился в московской специальной школе № 1, по окончании которой поступил на исторический факультет Московского государственного университета им. М. В. Ломоносова, где специализировался по новейшей истории Италии.
По окончании университета поступил в аспирантуру исторического факультета МГУ. В 1982 году под руководством профессора И. В. Григорьевой досрочно защитил кандидатскую диссертацию «Молодёжь в движении Сопротивления в Италии» и был принят на должность ассистента по кафедре новой и новейшей истории стран Европы и Америки. С 1982 года по настоящее время — ассистент, старший преподаватель, доцент, профессор исторического факультета. В разное время читал общий курс истории стран Европы и Америки второй половины XX века и спецкурсы «Режим Муссолини: насилие и консенсус», «Тоталитарное государство в фашистской Италии», «Исторические интерпретации фашизма», «Политическая система фашистской Италии», «Мировой коммунизм 1919—1943 гг.: идея, движение, власть» и другие.
В 1999 году защитил докторскую диссертацию «Режим Муссолини, рабочий класс и массовое сознание в Италии».
В 2001—2010 годах — начальник Управления международных программ ХК «Интеррос», заместитель Генерального директора «Благотворительного фонда В. Потанина» по международным связям. В эти годы осуществил ряд крупных международных проектов в области корпоративного управления, культуры и спорта.
В апреле 2008 года избран на должность заведующего кафедрой новой и новейшей истории стран Европы и Америки исторического факультета МГУ.
В июне 2010 года назначен Генеральным директором АНО «Российский международный олимпийский университет», с 2013 года — ректор.
В 2016 году удостоен звания «Заслуженный работник высшей школы Российской Федерации», а также избран членом-корреспондентом Российской академии образования (РАО). В 2019 году избран действительным членом РАО.
Автор около 200 научных работ, в том числе ряда более 20 учебников и монографий по проблемам политической истории стран Запада (в частности, Италии), тоталитарных режимов в XX веке, динамики умонастроений в тоталитарных обществах, взаимоотношению власти и общества, истории олимпийского движения. В качестве приглашённого профессора читал лекции в университетах Рима, Флоренции, Милана и Пармы.
Председатель редакционного совета журнала «Вестник Российского Международного олимпийского университета», заместитель председателя редакционного совета журнала «Россия в глобальной политике». Член редколлегии журналов «Новая и новейшая история», «Общественные науки и современность» и «Вестник Московского университета. Серия 8. История».
Председатель правления Фонда выпускников исторического факультета МГУ «Наш исторический».
Женат, двое детей. Владеет итальянским и английским языками.

## Награды
- Медаль ордена «За заслуги перед отечеством» I степени (на основании указа президента РФ, за заслуги по созданию Российского международного олимпийского университета, 2014).
- Медаль Петра Лесгафта (на основании приказа Министерства спорта РФ, за заслуги в спортивной науке и образовании, 2015).
- Медаль «За выдающийся вклад в развитие Кубани» (на основании постановления губернатора Краснодарского края, 2015).
- Знак «Признание и почёт сочинцев» (на основании приказа мэра Сочи, 2015).
- Почётный знак «За заслуги в развитии олимпийского движения в России» (на основании решения Исполкома Олимпийского комитета России, 2015).
- Почётное звание «Заслуженный работник высшей школы РФ» (2016)[10]
- Медаль Николая Озерова Минспорта РФ (2019)[11].
- Орден Почёта (2020) — «за заслуги в развитии физической культуры и спорта и многолетнюю добросовестную работу»[12].
- Лауреат премии «Декан года — 2021»[13].
- Медаль «За выдающиеся заслуги» Российской академии образования (2023)[14].

## Научные труды

### Монографии[5]
- Италия: молодёжь против фашизма (1919—1945). — М., 1987
- Молодёжь Апеннин: выбор в борьбе. — М., 1987 (в соавт.)
- Белоусов Л. С. Муссолини: диктатура и демагогия. — М.: Машиностроение, 1993. — 368 с. — (Исторические портреты). — 10 000 экз. — ISBN 5-217-02675-8.[15]
  - Белоусов Л. С. Муссолини: диктатура и демагогия. — 2-е изд., перераб. и доп. — М.: Планета, 2016. — 368 с. — 500 экз. — ISBN 978-5-903162-07-9.
- Белоусов Л. С. Итальянский рабочий класс в годы фашизма. — М.: Издательство МГУ, 1996. — 96 с. — ISBN 5-211-03783-9.
- Белоусов Л. С. Режим Муссолини и массы / Моск. гос. ун-т им. М.Ю. Ломоносова. Ист. фак. — М.: Изд-во МГУ, 2000. — 368 с. — (Труды исторического факультета МГУ). — ISBN 5-211-04206-9.
- Любовь диктаторов. Муссолини, Гитлер, Франко. — М., 2001 (в соавт.)
- Пропуск в рай: Сверхоружие последней мировой. — М.: «Вагриус», 2007 (в соавт.)
- В кулуарах Вашингтона. Умонастроения истеблишмента США в годы второго срока президента Джорджа Буша (2005—2008). — М., 2009 (в соавт.)
- Олимпийское движение и новые медиа. — М., 2014 (в соавт.)
- Первая мировая война и судьбы европейской цивилизации. — М.: Издательство МГУ, 2014 (в соавт.)
- Олимпийское движение: история и современность. — М., 2016 (в соавт.)
- Исследования в спортивном менеджменте. — М., 2016 (в соавт.)
- Олимпийские ценности под угрозой: история и современность. — М., «Планета», 2019 (в соавт.)
- Вторая мировая война и трансформация международных отношений. От многополярности к биполярному миру. — М.: Издательство МГУ, 2020 (в соавт.)

### Статьи
- Фашизм : [арх. 29 ноября 2022] / Белоусов Л. С. // Уланд — Хватцев. — М. : Большая российская энциклопедия, 2017. — С. 214—217. — (Большая российская энциклопедия : [в 35 т.] / гл. ред. Ю. С. Осипов ; 2004—2017, т. 33). — ISBN 978-5-85270-370-5.